# Drosophila melanogaster (artgrupp)
Drosophila melanogaster är en artgrupp inom släktet Drosophila som innehåller 10 artundergrupper och fler än 100 olika arter. Artundergrupperna inom artgruppen är monofyletiska.
Den mest kända och välstuderade arten inom artgruppen är bananflugan.

## Artundergrupper inom artgruppenDrosophila melanogaster
- Drosophila denticulata (artundergrupp)[2]
- Drosophila elegans (artundergrupp)[2]
- Drosophila eugracilis (artundergrupp)[2]
- Drosophila ficusphila (artundergrupp)[2]
- Drosophila flavohirta (artundergrupp)
- Drosophila longissima (artundergrupp)
- Drosophila melanogaster (artundergrupp)[2]
- Drosophila rhopaloa (artundergrupp)
- Drosophila suzukii (artundergrupp)[2]
- Drosophila takahashii (artundergrupp)[2]